# Base des Forces canadiennes Shearwater
Pour les articles homonymes, voir Shearwater.
La base des Forces canadiennes (BFC) Shearwater était une base des Forces canadiennes située à Shearwater dans la municipalité régionale de Halifax en Nouvelle-Écosse. Au milieu des années 1990, la base a été renommée l'héliport Shearwater et rattachée à la BFC Halifax. La 12e Escadre Shearwater est la principale unité occupant l'héliport. L'escadre fait partie de l'Aviation royale du Canada et opère des hélicoptères maritimes en support aux opérations des Forces maritimes de l'Atlantique de la Marine royale canadienne.